# Erik Duvander
Erik Bo Duvander (Chicago, Estados Unidos, 23 de febrero de 1962) es un jinete sueco que compitió en la modalidad de concurso completo. Ganó una medalla de oro en el Campeonato Europeo de Concurso Completo de 1993, en la prueba por equipos.

## Palmarés internacional
| Campeonato Europeo | Campeonato Europeo            | Campeonato Europeo | Campeonato Europeo |
| Año                | Lugar                         | Medalla            | Categoría          |
| ------------------ | ----------------------------- | ------------------ | ------------------ |
| 1993               | Utting am Ammersee (Alemania) | Medalla de oro     | Por equipos        |